# Куты (Бусская городская община)
Куты (укр. Кути) — село в Бусской городской общине Золочевского района Львовской области Украины.
Население по переписи 2001 года составляло 478 человек. Занимает площадь 2,633 км². Почтовый индекс — 80534. Телефонный код — 3264.